# 246164 Zdvyzhensk
246164 Zdvyzhensk este un asteroid din centura principală de asteroizi.

## Descriere
246164 Zdvyzhensk este un asteroid din centura principală de asteroizi. A fost descoperit pe 22 august 2007 la observatorul astronomic din Andrușivka. Asteroidul prezintă o orbită caracterizată de o semiaxă mare de 2,39 ua, o excentricitate de 0,08 și o înclinație de 5,7° în raport cu ecliptica.